# Гиднора
Гиднора (лат. Hydnora) — род паразитных растений подсемейства Гидноровые (Hydnoroideae) семейства Кирказоновые (Aristolochiaceae), распространённый в пустынных и полупустынных регионах Африки и Аравийского полуострова.

## Название
Родовое название Hydnora происходит от древнегреческого слова ὕδνον — «трюфель», что связано с внешним видом подземного вегетативного тела.

## Ботаническое описание
Травянистые растения, подземные облигатные паразиты. Корневища толщиной 1 см, 4—5-угольные, вальковатые, иногда приплюснутые, молодые — от розового до кроваво-красного цвета, покрыты бородавчатыми наростами гаусторий, которыми прикрепляются к хозяину. Перидерма хорошо развита, кирпично-красная.
Цветки трёхмерные, четырёхмерные или пятимерные, по размеру от 5 до 25 см. Завязь нижняя, одногнёздная; рыльце сидячее. Плоды мясистые, шаровидные, многосемянные, 10—15 см шириной. Семена коричневые, очень твёрдые, неправильной формы или от продолговатых до шаровидных.

## Виды
Род включает 8 видов:
- Hydnora abyssinica A.Br.
- Hydnora africana Thunb. — Гиднора африканская
- Hydnora arabica Bolin & Musselman
- Hydnora esculenta Jum. & H.Perrier
- Hydnora longicollis (Welw.) Bolin
- Hydnora sinandevu Beentje & Q.Luke
- Hydnora triceps Drège & E.Mey.
- Hydnora visseri Bolin, E.Maass & Musselman